# Falagueira
Falagueira era una freguesia portuguesa del municipio de Amadora, distrito de Lisboa.

## Historia
Fue suprimida el 28 de enero de 2013, en aplicación de una resolución de la Asamblea de la República portuguesa promulgada el 16 de enero de 2013 al pasar a formar parte de las freguesias de Encosta do Sol y Falagueira-Venda Nova.